# Mužla
Mužla (hongarés Muzsla) és un municipi d'Eslovàquia que es troba a la regió de Nitra, al sud-oest del país. El 2021 tenia 1896 habitants.

## Història
La primera menció escrita Mosula es remunta al 1156. Pertanyia a l'arquebisbat d'Esztergom fins a la fi de la Primera Guerra Mundial.
Fins 1918 pertanyia al Regne d'Hongria. De 1938 a 1945, en aplicació del primer arbitratge de Viena va tornar breument a Hongria.

## Demografia
| Godina             | 1994 | 2004   | 2014   | 2024   |
| ------------------ | ---- | ------ | ------ | ------ |
| Nombre de persones | 1995 | 1965   | 1886   | 1838   |
| Diferència         |      | −1,50% | −4,02% | −2,54% |

| Godina             | 2023 | 2024   |
| ------------------ | ---- | ------ |
| Nombre de persones | 1861 | 1838   |
| Diferència         |      | −1,23% |